# イルマリ・タピオヴァーラ

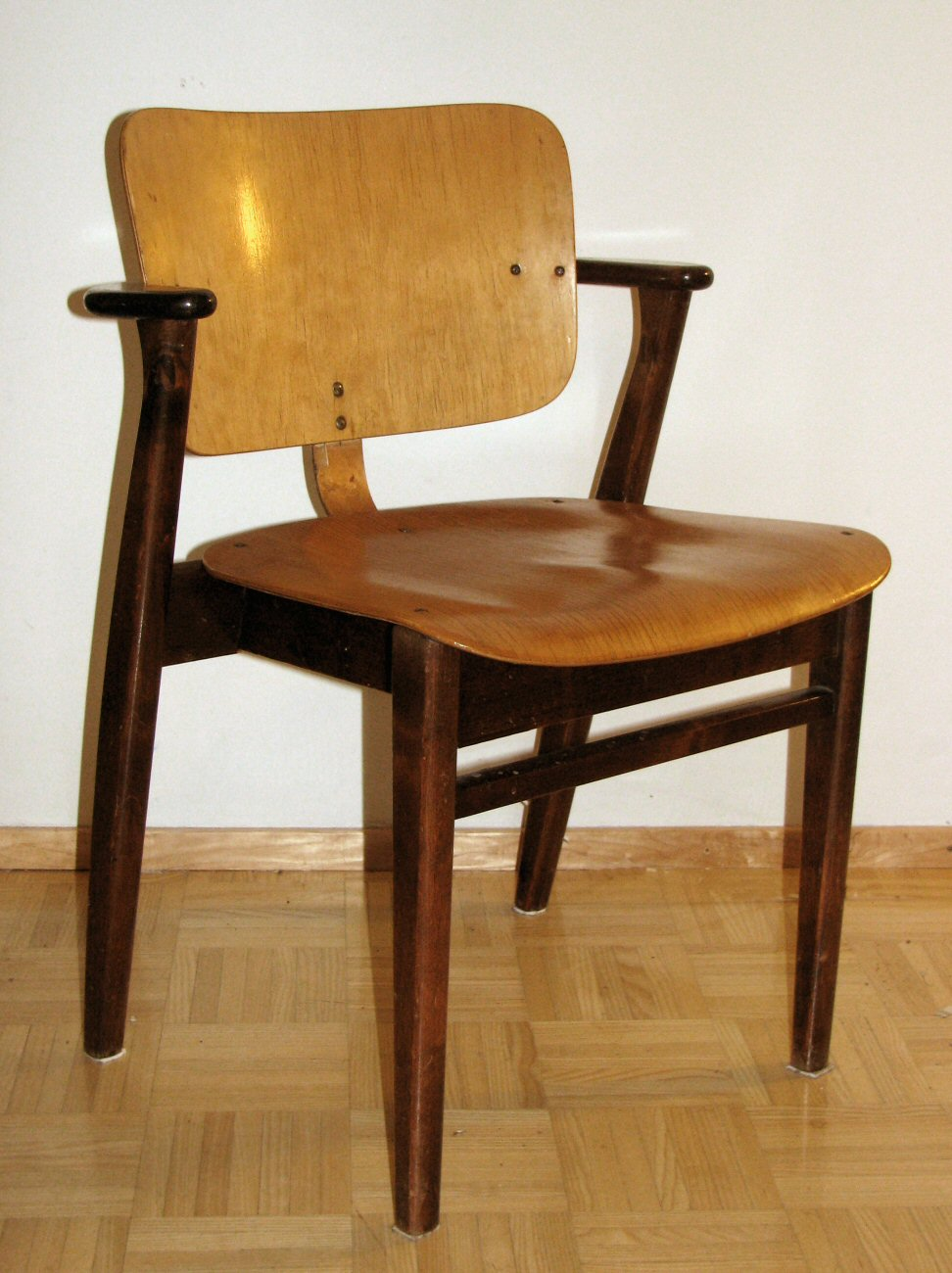
ドムスチェア

イルマリ・タピオヴァーラ（Ilmari Tapiovaara、1914年9月7日 - 1999年1月31日）は、フィンランドの家具デザイナー、インテリアデザイナーである。
木を使った作品が多い。アルヴァ・アールトやル・コルビュジエに師事しデザインを学び、椅子や机などのデザインを中心に様々な方面でのデザインを務めた。
有名な椅子の一つにドムスチェアがある。これは1947年にヘルシンキの学生会館、ドムス・アカデミカのために彼がデザインしたものである。